# Ernesto Cisneros
Ernesto Cisneros Salcedo (ur. 26 października 1940 w Zapopan) – meksykański piłkarz występujący na pozycji pomocnika.

## Kariera klubowa
W swojej karierze Cisneros reprezentował barwy zespołów Atlas, Zacatepec oraz Atlante. Wraz z Atlasem w sezonie 1959/1960 wywalczył wicemistrzostwo Meksyku, a w sezonie 1961/1962 zdobył Puchar Meksyku.

## Kariera reprezentacyjna
W reprezentacji Meksyku Cisneros grał w latach 1965-1970. W 1964 roku wziął udział w Letnich Igrzyskach Olimpijskich, zakończonych przez Meksyk na fazie grupowej.
W 1966 roku został powołany do kadry na Mistrzostwa Świata. Zagrał na nich w meczu z Urugwajem (0:0), a Meksyk odpadł z turnieju po fazie grupowej.